# Gerchia
Il Gerchia (Gercje in friulano standard, Gercia in friulano locale) è un torrente del Friuli-Venezia Giulia, affluente di destra del fiume Tagliamento, nel quale confluisce poco dopo la stretta di Pinzano, presso la frazione Valeriano, precisamente in località Borgo Mizzari.

## Percorso
Il Gerchia nasce tra i boschi della località Costabeorchia (Pinzano al Tagliamento), attraversa poi verso Sud i comuni di Pinzano al Tagliamento e in parte Castelnovo del Friuli. Rientra poi in comune di Pinzano, attraversando il bosco Cimarès e sfociando infine nel Tagliamento.

## Storia
Sin dal medioevo il torrente Gerchia ha segnato il confine di giurisdizione tra le parrocchie di Pinzano e Valeriano